# Урбах, Самуил Юльевич
Самуил Юльевич Урбах (25 января (7 февраля) 1908, Белосток — 19 апреля 1969, Москва) — советский композитор.

## Биография
До 1937 года обучался по классу композиции у профессора В. Я. Шебалина в Московской консерватории.
Затем до 1941 года работал в Таджикистане, в 1941—1942 гг. — в Свердловске, с 1942 года — в Москве.
В 1952—1959 годах — ответственный секретарь комиссии симфонической и камерной музыки Московской организации Союза композиторов РСФСР, в 1955—1959 годах — заместитель председателя творческой комиссии Союза композиторов СССР.
Похоронен на Введенском кладбище (5 уч.).

## Творчество
Автор первой таджикской оперы «Биби и Бобо, или Знатный жених». Принципы национального музыкального мышления сочетаются в ней с использованием традиционных приёмов европейской комической оперы.

## Избранные музыкальные сочинения
Оперы
- «Биби и Бобо, или Знатный жених» (либретто С. С. Саидмурадова и Я. М. Галицкого, конц. исп. 1959, пост. 1961, Таджикский театр оперы и балета; 2-я ред. 1964, там же),
- «Девчата» (1969);

Балеты
- «Анор» («Гранат», пост. 1940, там же),
- «Путь к счастью» (1940)

для оркестра
- симфония-баллада (1955; 2-я ред. 1957),
- 3 симфонические сюиты на таджикские темы (1944, 1945, 1954),
- сюита на таджикские темы для симфонического оркестра «В аллеях Душанбе» (1963),
- баллада (1936),
- поэма (1947),
- «Таджикские эскизы» (1948)
- 2 сонаты для фортепиано (1936)
- для голоса с фортепиано
- романсы «Не сердись на друга», «Моей любимой» (оба на сл. А. Лахути, 1953), вокализ (для 3-го Международного конкурса им. П. И. Чайковского)
- музыка к драматическим спектаклям, в том числе «Эллен Джонс» («Машиналь») С. Тредуэлла (Москва, 1933, Театр-студия под руководством Р. Н. Симонова), «Мобилизация чувств» Н. Базилевского (Москва, 1932, 2-й Рабочий театр), «Дым отечества» братьев Тур (Свердловск, 1942, Театр Красной Армии), «Женитьба Фигаро» Бомарше (Москва, 1944, 2-й Фронтовой театр), «Кому подчиняется время» братьев Тур и Л. Шейнина (Москва, 1946, Театр имени Е. Б. Вахтангова)
- музыкальное представление «Лола» (Праздник тюльпанов, совм. с С. А. Баласаняном, пост. 1939, там же).